# A Tale of Death Valley
A Tale of Death Valley è un cortometraggio muto del 1913 diretto a Gilbert P. Hamilton.

## Produzione
Il film fu prodotto dalla Flying A (American Film Manufacturing Company).

## Distribuzione
Distribuito dalla Mutual Film, il film - un cortometraggio in una bobina - uscì nelle sale cinematografiche USA il 5 luglio 1913.